# Nurzat Nurtajewa
Nurzat Nurtajewa (kirg. Нурзат Нуртаева; ur. 9 stycznia 2002) – kirgiska zapaśniczka walczący w stylu wolnym. Zajęła trzynaste miejsce na mistrzostwach świata w 2023 roku. 
Srebrna medalistka igrzysk azjatyckich w 2022. Piąta na mistrzostwach Azji w 2024.
Wicemistrzyni świata i Azji juniorów w 2022. Wygrała mistrzostwa Azji U-23 w 2024 i 2025, druga w 2022 i trzecia w 2023 roku. 